# Cornufer minutus
Espèce
Synonymes
- Batrachylodes minutus Brown & Parker, 1970

Statut de conservation UICN

 LC  : Préoccupation mineure
Cornufer minutus est une espèce d'amphibiens de la famille des Ceratobatrachidae.

## Répartition
Cette espèce est endémique de l'île Bougainville en Papouasie-Nouvelle-Guinée dans l'archipel des îles Salomon. Elle se rencontre de 300  à   900 m d'altitude.

## Description
Les mâles mesurent de 15,8 à 17,7 mm et les femelles de 16,7 à 19,3 mm.

## Publication originale
- Brown & Parker, 1970 : New frogs of the genus Batrachylodes (Ranidae) from the Solomon Islands. Breviora, no 346, p. 1-31 (texte intégral).